# Alessandro Verde
Alessandro Verde (Sant'Antimo, 27 marzo 1865 – Roma, 29 marzo 1958) è stato un cardinale italiano.

## Biografia
Nacque a Sant'Antimo il 27 marzo 1865.
Papa Pio XI lo elevò al rango di cardinale nel concistoro del 14 dicembre 1925.
Morì il 29 marzo 1958 all'età di 93 anni.